# Центральний (Новосибірська область)
Центральний (рос. Центральный) — роз'їзд у Краснозерському районі Новосибірської області Російської Федерації.
Входить до складу муніципального утворення Садовська сільрада. Населення становить 36 осіб (2010).

## Історія
Згідно із законом від 2 червня 2004 року органом місцевого самоврядування є Садовська сільрада.

## Населення
| 2002 | 2007 | 2010 |
| ---- | ---- | ---- |
| 41   | ↗57  | ↘36  |